# Hynobius
Hynobius és un gènere d'amfibis urodels de la família dels hinòbids.

## Particularitats
El gènere Hynobius comprèn salamandres menudes i tímides. Són endèmiques del Japó, Corea, Xina i Sibèria. Llur hàbitat natural són boscos temperats i rius.

## Taxonomia
- Hynobius abei Sato, 1934 - salamandra oriental de Sato

- Hynobius amjiensis Gu, 1992 - salamandra oriental de Amji

- Hynobius arisanensis Maki, 1922 - salamandra oriental de Arisan

- Hynobius boulengeri (Thompson, 1912) - salamandra oriental de Odaigahara

- Hynobius chinensis Günther, 1889 - salamandra menuda de la Xina

- Hynobius dunni Tago, 1931 - salamandra oriental de Dunn's

- Hynobius formosanus Maki, 1922 - salamandra de Taiwan

- Hynobius fuca Lai i Lue, 2008 - salamandra menuda de Taiwan

- Hynobius glacialis Lai i Lue, 2008 - salamandra de Nanhu

- Hynobius guabangshanensis Shen, Deng i Wang, 2004 - salamandra de Guabang Shan

- Hynobius hidamontanus Matsui, 1987 - salamandra de Hakuba

- Hynobius hirosei Lantz, 1931 - salamandra de Ishizuchi

- Hynobius katoi Matsui, Kokuryo, Misawa i Nishikawa, 2004 - salamandra de

- Hynobius kimurae Dunn, 1923 - salamandra de Hida

- Hynobius leechii Boulenger, 1887 - salamandra de Gensan

- Hynobius lichenatus Boulenger, 1883 - salamandra de Tohuko

- Hynobius maoershanensis Zhou, Jiang i Jiang, 2006 - salamandra de Xingan

- Hynobius nebulosus (Temminck i Schlegel, 1838) – salamandra neulosa del Japó

- Hynobius nigrescens Stejneger, 1907 - salamandra negra del Japó

- Hynobius okiensis Sato, 1940 - salamandra de Oki

- Hynobius quelpaertensis Mori, 1928 - salamandra de Cheju

- Hynobius retardatus Dunn, 1923 - salamandra de Hokkaido

- Hynobius sonani (Maki, 1922) - salamandra de Sonan

- Hynobius stejnegeri Dunn, 1923 - - salamandra de ambre

- Hynobius takedai Matsui i Miyazaki, 1984 - salamandra de Hokuriku

- Hynobius tokyoensis Tago, 1931 - salamandra de Tokyo

- Hynobius tsuensis Abé, 1922 - salamandra de Tsushima

- Hynobius turkestanicus Nikolskii, 1910 - salamandra del Turkestan

- Hynobius yangi Kim, Min i Matsui, 2003 - salamandra de Yang's

- Hynobius yatsui Oyama, 1947 - salamandra de Yatsu's

- Hynobius yiwuensis Cai, 1985 - salamandra de Yiwu